# Hermann Conrad (Museumsgründer)

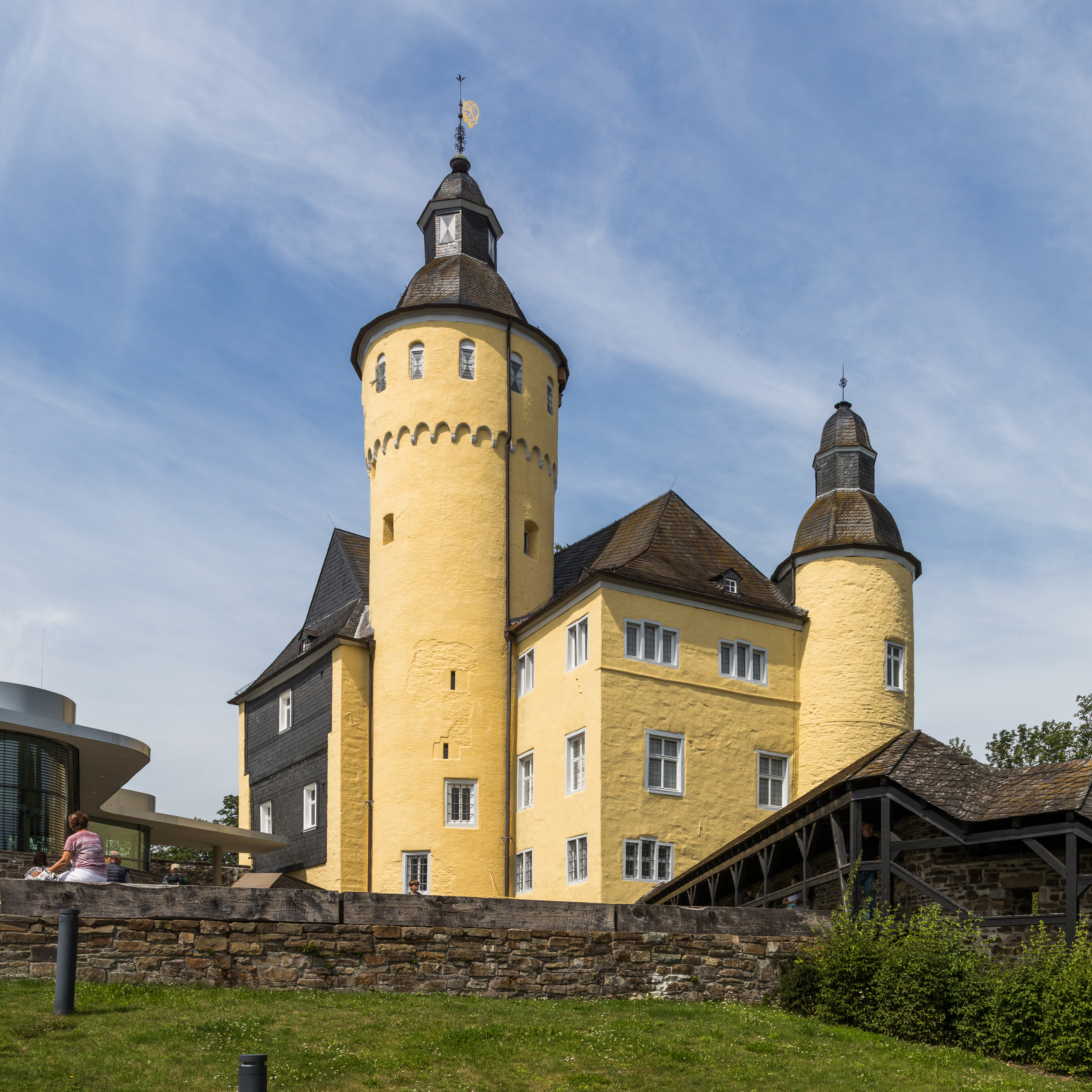
Schloss Homburg

Hermann Conrad (* 25. Dezember 1889 in Eiershagen bei Denklingen, heute Gemeinde Reichshof; † 9. Oktober 1959 in Nümbrecht) war der Gründer des Museums auf Schloss Homburg.

## Leben
Hermann Conrad wurde als Sohn des Landwirtes Ferdinand Conrad in Eiershagen (heute Gemeinde Reichshof) im damaligen Kreis Waldbröl geboren. Er hatte noch eine Schwester und drei Brüder. Nach dem Besuch der einklassigen Volksschule in Dickhausen (Waldbröl) besuchte er anschließend die Präparandenanstalt (heutiges Wüllenwebergymnasium) in Bergneustadt, um zum Lehrer ausgebildet zu werden. Im Jahr 1907 besuchte er das Königlich-preußische Lehrerseminar in Gummersbach. Von 1910 bis 1911 absolvierte er eine einjährige militärische Dienstpflicht in Saarbrücken. Danach trat er in den Schuldienst ein. Er arbeitete an einer Volksschule in Driesch (Gemeinde Nümbrecht). Unterbrochen wurde dies, als er im Ersten Weltkrieg kämpfte. Im Jahr 1924 war er Mitbegründer der Abteilung Oberberg des Bergischen Geschichtsvereins. Auf sein Betreiben hin wurde am 26. August 1926 auf Schloss Homburg ein von ihm gegründetes kulturhistorisches Museum eingeweiht, das heutige Museum des Oberbergischen Kreises. Zu Ostern 1946 wurde das Museum wieder geöffnet, nachdem es zuvor hatte schließen müssen.
Ein von dem Nümbrechter Künstler Paul Kaufmann gemaltes Porträt von Hermann Conrad hängt im Museum auf Schloss Homburg.